# Exergy Tour
L'Exergy Tour, est une course cycliste sur route par étapes féminine qui a eu lieu en 2012. Elle était classée 2.1. Elle est annulée en 2013.

## Palmarès
| Année | Vainqueur      | Deuxième    | Troisième    |
| ----- | -------------- | ----------- | ------------ |
| 2012  | Evelyn Stevens | Amber Neben | Clara Hughes |